# Юлия Квинтилия Изаврика
Вижте пояснителната страница за други личности с името Квинтилия.
Юлия Квинтилия Изаврика (на латински: Iulia Quintillia Isaurica) e римска аристократка.
Дъщеря е на Тиберий Юлий Целс Полемеан (суфектконсул 92 г.). Произлиза от конническа фамилия вероятно от Сарди в Мала Азия. Сестра е на Тиберий Юлий Аквила Полемеан (суфектконсул 110 г.).
Брат ѝ построява в чест на баща им Библиотеката на Целс в Ефес, в която през 120 г. го погребват.
Юлия Изаврика се омъжва за Тиберий Юлий Юлиан, който е суфектконсул през 129 г.